# Ivan Drago
Pour les articles homonymes, voir Drago.
Le capitaine Ivan Drago (Иван Драго) est un personnage de fiction créé par Sylvester Stallone dans le film Rocky 4 en 1985. Il est interprété par Dolph Lundgren.

## Description
En plus de sa grande taille (1,96 m), la particularité de Drago est d'être un puissant champion de boxe amateur en Union soviétique. Dans le film, il pèse 130,5 kilos. Il a pour réputation d'être littéralement un surhomme. Il peut délivrer un coup de poing de 2 150 psi, soit une force de 151 kg/cm2.
Ivan Drago est soigneusement conditionné et formé dans le but de constituer une véritable machine à tuer, ainsi les battements de son cœur et sa force physique sont mesurés via des ordinateurs pendant ses séances de préparation. Cet entraînement futuriste et de technologie sophistiqué contraste fortement avec le style de Rocky, rude et démodé, comme soulever des troncs d'arbres dans les montagnes enneigées. Cependant, Drago accepte sans sourciller de recevoir des injections de stéroïde anabolisant, bien que sa femme le nie face à la presse lors de sa séance d'entraînement. Juste avant le combat entre les deux champions, un commentateur impressionné par l'allure de Drago, n'hésite pas à déclarer que : « C'est l'affrontement de David et Goliath ».
Il est marié avec Ludmilla Vobet Drago (Лудмилла Bобъет Драго) (interprétée par Brigitte Nielsen, compagne de Sylvester Stallone au moment du film), double médaillée d'or en natation.

## Les deux combats professionnels
Les entraîneurs de Ivan Drago sont convaincus qu'il peut battre n'importe quel boxeur. L'ancien champion du monde des poids lourds Apollo Creed, désormais âgé de 43 ans et entraîné par Rocky Balboa, sort de sa retraite pour défier Drago lors d'un match d'exhibition. Creed arrive sur le ring en portant ce qui personnifie sa « signature » : son short aux couleurs du drapeau des États-Unis qu'il portait déjà lors de son premier match face à Balboa. Avant le début du combat, Drago murmure de façon sinistre : « You will be K.O. » (« Tu seras K.O.. »). Durant le match, le champion soviétique (âgé de 22 ans) pulvérise Creed en lui assenant une avalanche d'uppercuts et de directs. Impuissant, Creed subit la violence extrême des coups qui provoque un K.O.  au deuxième round à la suite d'un coup d'une violence extrême porté à la tempe accompagné d'un arrêt cardiaque provoquant la mort de l'ancien champion et ami de Rocky. 
Pour venger la mort d'Apollo Creed, Rocky Balboa voyage jusqu'en Union soviétique pour affronter Drago chez lui à Moscou. Rocky porte les couleurs qu'Apollo arborait lors de leur premier match en son honneur pendant le combat. 
À la différence du némésis auto-proclamé de Balboa du précédent film, Clubber Lang, Ivan Drago est un homme avare de ses mots. Sa femme parle toujours à sa place pendant les interviews. Il donne l'impression d'être un homme au sang froid, dépourvu d'émotions humaines, notamment lorsqu'il commente la mort d'Apollo : « If he dies, he dies » (« S'il meurt, il meurt »). Drago est également connu pour avoir déclaré : « I must break you » (« Je vais te briser ») à Rocky Balboa quelques secondes avant que le match commence. Ce deuxième combat professionnel n'est pas reconnu par le comité américain de la boxe. Il n'est donc pas homologué et ne compte pas pour le titre de champion du monde des poids lourds.
Drago semble combattre au nom de son pays, néanmoins vers la fin du combat, son manager Nikoli Koloff (Николи Колов) — une personnalité du Parti — l'insulte, ce qui pousse Drago à le jeter hors du ring et proclamer qu'il se bat dorénavant pour lui-même : « I win for me! FOR ME! » (« Je gagne pour moi ! POUR MOI ! »). Cependant, il perd contre Rocky Balboa - qui se bat pour la mémoire d'Apollo Creed et se dépasse avec le soutien d'Adrian - ce qui constitue son unique défaite.

## Chercher la revanche
Après sa défaite face à Rocky Balboa en 1985, Ivan Drago a tout perdu (épouse, respect et avenir). Il vit désormais en Ukraine avec son fils Viktor, également boxeur. Le scénario le réintroduit comme un personnage qui a beaucoup souffert tant sur le plan physique qu’émotionnel. Lorsqu'il apprend qu'Adonis Creed, le fils illégitime d'Apollo Creed est désormais un grand boxeur de renommée mondiale et également le protégé de Rocky, Ivan Drago va voir son vieil ennemi pour lui proposer un combat entre son fils et Adonis, espérant par la même occasion rendre l'honneur du nom de Drago.

### Style de boxe
Le style de Drago est basé sur la force pure et la résistance mentale. Il est vicieux et implacable. Il est extrêmement déterminé dans les combats, capable de mettre K.O. n'importe quel adversaire. Drago est doté d'une force incroyable, à tel point que l'impact d'un seul de ses coups de poing représentant plus de deux mille livres (soit environ 907 kgf), d'où l'expression de Nikoli Koloff : « Whatever he hits...he destroys » (« Tout ce que son poing rencontre... est détruit » dans la version française). Ivan Drago fait preuve d'une agilité surprenante pour sa taille, celui-ci parvient à éviter facilement les attaques de Creed. Cependant, malgré sa grande taille et sa force, Drago ne fût pas en mesure de supporter la punition infligée par Rocky Balboa, ce qui lui vaudra de dire de lui que « ce n'est pas un humain, c'est un morceau de fer ».
Au fur et à mesure du combat contre Rocky Balboa, Ivan Drago devint de plus en plus violent et agressif. Ce tempérament est davantage mis en évidence lors du combat contre Apollo Creed. Au début du match, Creed lance plusieurs directs sur Drago. Vers la fin du premier round, Drago en réponse à la provocation, délivre des coups sévères à Creed, le laissant avec un visage ensanglanté. Au deuxième round, Drago massacre Apollo Creed jusqu'à ce que finalement, un coup fatal à la tempe soit porté à ce dernier provoquant un K.O. qui entraîne un arrêt cardiaque, et la mort de l'ancien champion.

## Informations complémentaires
- Drago apparaît dans le jeu vidéo Ivan Drago: Justice Enforcer, qui a été réalisé en hommage à la série de films Rocky. La plupart de ses répliques se retrouvent dans le jeu. Il apparaît également dans le jeu Rocky Legends.
- Dans l'épisode Brian Goes Back to College de la série télévisée Les Griffin, Brian s'entraîne sous un temps arctique et crie « Drago ! ». C'est une référence à la séquence de Rocky 4, lorsque Rocky grimpe sur une montagne et hurle le nom de Drago. De plus, une des chansons du film, Heart's on fire, passe également en arrière-plan.
- Au début du combat à Moscou, le présentateur utilise la prononciation russe du nom de Drago : en API, [jɪˈvan ˈdraɡə].
- La réplique en version originale « I must break you » étant si populaire parmi les fans de la saga, qu'un T-shirt a été créé en reprenant Drago et cette phrase[3].
- Il existe deux figurines d'Ivan Drago : l'une est fabriquée par Hollywood Collectibles Group et le représente avec une grosse tête qui dodeline[4], l'autre est une action-figure, conçue par Hot Toys et Blister Style en collaboration avec Sideshow Toy et comportant 22 points d'articulation[5].
- Ivan Drago est le pseudonyme d'un agent double de la C.I.A. dans la série télévisée Chuck (saison 3, épisode 11). Dolph Lundgren apparaît par ailleurs dans l'épisode 1 de la saison 4. Il incarne Marco.